# 세븐 은행
세븐 은행(일본어: セブン銀行 세분긴코[*])은 일본의 은행이다. 세븐&아이 홀딩스 산하의 은행으로, 일본 내 편의점 ATM 사업 최대 규모이다.